# Cubainformación
Cubainformación és un mitjà de comunicació d'amistat i solidaritat amb Cuba amb periodicitat trimestral, en castellà i gratuït, creat el 2007 per l'ONG Euskadi-Cuba per a donar suport a la Revolució Cubana. Entre d'altres, Joseba Macías va ser un dels seus fundadors.
Del 9 a l'11 de juny de 2017 es van organitzar diversos actes al Bilborock per a celebrar el 10è aniversari de la seva creació, amb la participació de l'actor Willy Toledo, Mariela Castro, filla de Fidel Castro, i Aleida Guevara.